# Eucalyptus glaucina
Eucalyptus glaucina là một loài thực vật có hoa trong Họ Đào kim nương. Loài này được (Blakely) L.A.S.Johnson mô tả khoa học đầu tiên năm 1962.